# Piet van Egmond (musicus)
Pieter (Piet) van Egmond (Amsterdam, 14 april 1912 - Den Helder, 11 mei 1982) was een Nederlandse organist en dirigent.

## Leven
Piet van Egmond ontving zijn eerste piano- en orgellessen van Wouter Westerhoud, de organist van de Oranjekerk in Amsterdam. Op aanraden en met steun van de wijkpredikant, ds. M.J.A. de Vrijer, ging hij naar de muziekschool van Toonkunst, waar hij orgelles kreeg van Anton H. Tierie. Volgens overlevering gaf Van Egmond zijn eerste orgelconcert in 1927 in de Oude Kerk te Amsterdam met een Bach-programma. In hetzelfde jaar werd hij toegelaten tot het Amsterdamsch Conservatorium, waar hij orgel studeerde bij Cornelis de Wolf. In 1931 behaalde hij het diploma orgel, in 1933 deed hij solistenexamen orgel en in 1935 behaalde hij het diploma piano na een studie bij Nelly Wagenaar.
In 1929 begon hij als organist in de Elthetokerk in Amsterdam-Oost. In 1931 werd hij benoemd tot organist en koordirigent in de Lutherkapel van de Hersteld Evangelisch Lutherse Gemeente. Daar voerde hij in 1936 voor het eerst de Matthäus-Passion van Johann Sebastian Bach uit met de twee koren waarover hij toen de leiding had. In 1937 werd hij de opvolger van Jan Zwart in de Hersteld Evangelisch-Lutherse Kerk aan de Kloveniersburgwal. Hij werd daar in 1941 ontslagen nadat was gebleken dat hij in datzelfde jaar organist van het City Theater in Amsterdam was geworden, een functie die hij overigens tot het eind van dat jaar volhield.
In 1931 begon ook zijn carrière als organist bij de AVRO, die duurde tot 1940. In 1948 verbond hij zich aan de NCRV voor het geven van "populaire orgelbespelingen" op het orgel van het Concertgebouw te Amsterdam, die later werden verplaatst naar de Prinsessekerk in Amsterdam. In 1933 was Van Egmond tot organist van het Amsterdamse Concertgebouw benoemd.

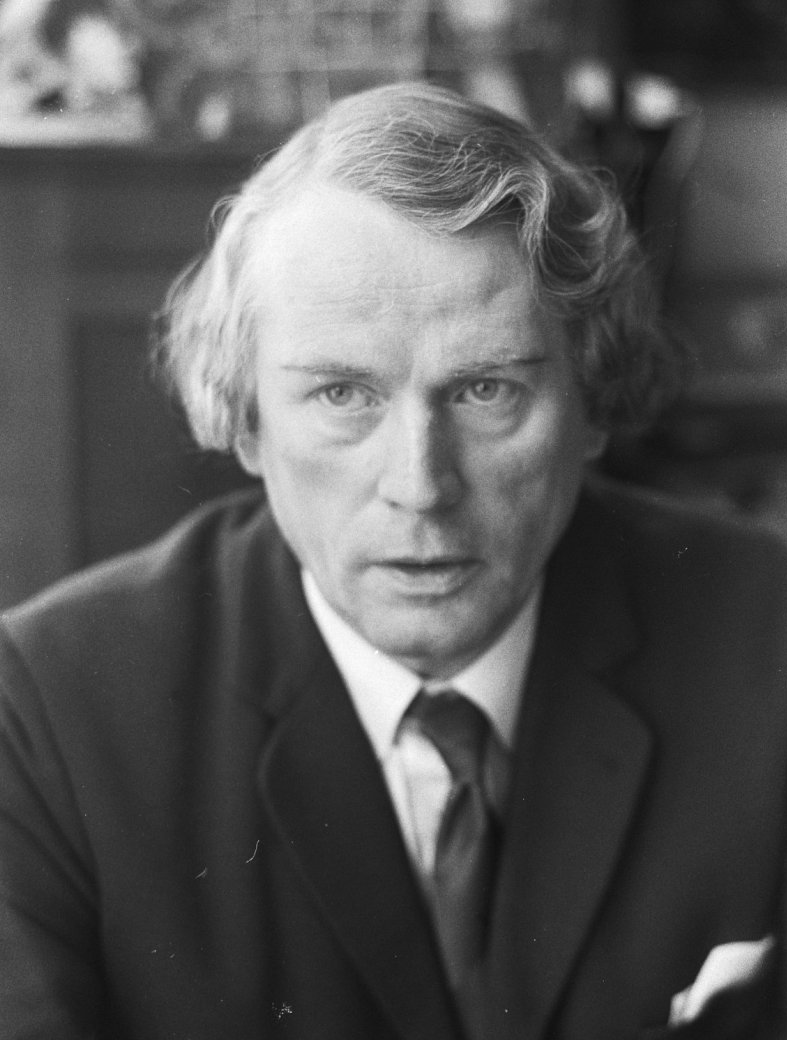
Piet van Egmond in 1971

Na de Tweede Wereldoorlog werd hij organist van achtereenvolgens de Jeruzalemkerk (1952-1956), de Bachzaalgemeente en aansluitend de Thomaskerk in Amsterdam (1956-1967), de Gereformeerde Wilhelminakerk (thans behorend tot de Nederlandse Gereformeerde Kerken) in Haarlem en ten slotte de Grote Kerk te Apeldoorn (1971-1977).
Hij verwierf grote bekendheid door zijn beeldende orgelimprovisaties over psalmen en geestelijke liederen aan het slot van zijn orgelconcerten en tijdens (zang)diensten. Ook zijn jaarlijkse uitvoeringen van Bachs Matthäus-Passion met het Amsterdams Oratoriumkoor en het jongenskoor van de rooms-katholieke Vredesscholen te Amsterdam in het Amsterdamse Concertgebouw en in de Sint-Baafskerk in Aardenburg trokken veel publiek.

## Leerlingen van Piet van Egmond
Leerlingen van Piet van Egmond waren : Henny Brinkhorst, Louis van Dijk, Jan Boerwinkel (gelijktijdig met Louis van Dijk) Theo Griekspoor, Christiaan Ingelse, Nettie Spies, Piet Stobbe. Gerard Maarten van Heusden w/v Vorstenbosch

## Composities
"Improvisatie-Variaties over het oude Wilhelmus", gecomponeerd en voor het eerst uitgevoerd in de Nieuwe Kerk te Amsterdam ter gelegenheid van het 40-jarig regeringsjubileum van koningin Wilhelmina in 1938.

## Trivia
- Een van de kenmerken van Piet van Egmonds improvisatiekunst was zijn imitatie van een kerkklok. Daarnaast kon hij bijvoorbeeld 'ruwe stormen' op het orgel uitbeelden. Ook improviseerde hij ter plekke ingewikkelde fuga's.
- Als technisch organist was hij haast ongeëvenaard. Vriend en concurrent bewonderden hem om zijn kunst een uit te voeren orgelstuk een hele of halve toon naar beneden te transponeren als de klavieromvang van het instrument niet toereikend was.
- Zijn leven lang was hij gefascineerd door de elektro- en opnametechniek. Via de toenmalige Draadomroep nam hij radio-uitzendingen van zijn orgelspel op en ook kooruitvoeringen in het Amsterdamse Concertgebouw werden vastgelegd voor studiedoeleinden. Daarnaast was Van Egmond een fervent liefhebber van miniatuurtreinen. In het souterrain van zijn huis aan de Koninginneweg in Amsterdam stond een groot modelspoorwegemplacement.
- Het studieharmonium van Van Egmond was te zien in het Harmonium Museum Nederland. De collectie ging in 2024 over naar het Geelvinck Museum.